# Judee Sill
Judith Lynn Sill, detta Judee (Oakland, 7 ottobre 1944 – North Hollywood, 23 novembre 1979), è stata una cantautrice statunitense di musica folk, baroque pop e country rock.

## Carriera
Fu la prima artista iscritta all'etichetta Asylum Records di David Geffen con la quale realizzò due album. Successivamente lavorò come disegnatrice, prima di morire per abuso di droghe.
Il suo album di debutto (l'eponimo Judee Sill) risale al 1971, seguito diciotto mesi dopo da Heart Food. Alcune demo per un terzo album vennero incise nel 1974 e pubblicate solo nel 2005, nel doppio album Dreams Come True.
Il suo stile musicale è profondamente influenzato dalla forma metrica di Johann Sebastian Bach, mentre i testi sono caratterizzati da temi cristiani di estasi e redenzione.

## Biografia
Judee Sill passò la maggior parte del periodo adolescenziale nell'area di Oakland, in California. Suo padre, Milford "Bunn" Sill, un importatore di animali esotici utilizzati per il cinema, possedeva un bar dove Judee trascorse parte della sua infanzia, imparando a suonare il pianoforte in un contesto tutt'altro che idilliaco. Quando suo padre morì di polmonite nel 1952, la madre decise di spostarsi a Los Angeles e portò con sé Judee e suo fratello. Nello stesso anno, poco dopo si risposò con il disegnatore di Tom & Jerry, Kenneth Muse.
Dopo la morte di sua madre nel 1963, Judee passò da un college all'altro. Le sue sperimentazioni con la droga la spinsero a frequentare un ladro. Se la cavò con qualche fortunata rapina nei negozi dei liquori, finché non venne catturata ad un distributore di benzina e spedita in un riformatorio a Ventura, California.
Dopo aver trascorso un lasso di tempo all'interno del riformatorio, dove apprese molti motivi gospel che più tardi avrebbero influenzato la sua musica, Judee tentò di riprendere gli studi e iniziò a lavorare in un piano bar. In questo periodo cominciò a far uso di LSD. Presto si trasferì da uno spacciatore, iniziando a esplorare gli abissi psichedelici che più tardi avrebbero notevolmente influenzato la sua musica. Successivamente Judee e una sua amica presero in affitto una casa dallo spacciatore, formando un trio jazz insieme a un'altra ragazza.
In questo periodo incontrò e sposò il pianista Bob Harris. Dopo alcuni mesi entrambi svilupparono una pesante dipendenza dall'eroina e iniziarono una carriera come musicisti a Las Vegas. Quando Judee tornò in California dovette iniziare a prostituirsi per i costi della sua dipendenza. Una serie di violazioni dovute alle droghe e a contraffazioni la spedirono in prigione. Quando uscì, cominciò a lavorare come compositrice di canzoni.
Sill incontrò Graham Nash e David Crosby e per un periodo partecipò ai loro tour, aprendo i loro concerti. Dopo l'iniziale interesse della Atlantic Records, David Geffen le propose un contratto con la sua nuova etichetta, l'Asylum Label. Vendette la sua canzone Lady-O ai Turtles. Apparve sulla copertina di Rolling Stone.
Bob Harris lavorò al primo album di Judee e fu coinvolto anche con i Turtles.
Graham Nash produsse il primo singolo per il suo primo album Jesus Was a Crossmaker, che fu lanciato alla radio il primo ottobre 1971. L'album Judee Sill uscì subito dopo nello stesso mese. Nell'album venne utilizzata la tecnica dell'overdubbing per la voce di Sill, spesso per corali a quattro voci o fughe. Judee lavorò con l'ingegnere del suono Henry Lewy.
Nel 1973 Judee pubblicò il suo secondo e ultimo album, Heart Food. Seguirono una serie di incidenti d'auto che la costrinsero a sottoporsi inutilmente a diverse operazioni per correggere una dolorosa lesione alla schiena. Judee continuò a lottare con la sua dipendenza da stupefacenti, uscendo sostanzialmente dalla scena musicale.
Judee morì di overdose di droga il 23 novembre 1979, nel suo appartamento a North Hollywood. Le sue ceneri vennero gettate nell'Oceano Pacifico.

## Eredità
Jim O'Rourke selezionò una raccolta postuma del materiale non inciso, Dreams Come True. I suoi due primi album originali vennero ripubblicati in un doppio CD con l'aggiunta di numerose demo e registrazioni dal vivo come bonus track.

## Cover
Cass Elliot dei Mamas and Papas registrò Jesus Was a Crossmaker per il suo album di debutto con l'etichetta RCA nel 1971.
L'arrangiamento di Benny Golson rimane fedele all'originale ideato da Graham Nash ma con una percezione decisamente jazz-after midnight, rispetto all'originale assolutamente folk-rock.
La stessa canzone fu registrata nel 1973 dalla prima band di Graham Nash, The Hollies, sebbene Nash non prese parte alla registrazione. La cover degli Hollies appare nella sequenza iniziale del film Elizabethtown di Cameron Crowe.
I Fleet Foxes eseguono Crayon Angels durante i loro concerti. Warren Zevon, un cantante e cantautore americano, registrò Jesus Was a Crossmaker nel 1995 per il suo album, Mutineer.
Nel 2004, Bonnie 'Prince' Billy ha eseguito The Kiss nell'EP No More Workehorse Blues.
Nel 2009, l'etichetta indipendente American Dust ha annunciato la pubblicazione di Crayon Angel: A Tribute to the Music of Judee Sill, nel quale compaiono cover delle canzoni di Judee Sill eseguite da Beth Orton, Bill Callahan, Ron Sexsmith, Marissa Nadler, Frida Hyvönen, Final Fantasy, Meg Baird e molti altri.

## Vita personale
La vita personale di Judee Sill è stata assai turbolenta, afflitta dalla morte prematura del padre, della madre e del fratello. Essendo stata la prima artista pubblicata nell'etichetta Asylum, Judee aveva un rapporto molto stretto con David Geffen, che terminò quando Judee rimase frustrata per non aver ricevuto sufficienti riconoscimenti per il suo secondo tour in Inghilterra. Judee Sill era apertamente bisessuale.

## Discografia
- Judee Sill (LP, Asylum, 1971)
- Heart Food (LP, Asylum, 1973)

### Raccolte
- Dreams Come True (2CD, Water, 2005) contiene otto studio demo per un eventuale terzo album, rarità, home demo ed un video clip con cinque tracce live ad USC del 1973.[13]
- Judee Sill (CD, Rhino Handmade, 2005) oltre all'album originale, contiene versioni originali di due tracce, sette versioni live ed una home demo.
- Heart Food (CD, Rhino Handmade, 2005) oltre all'album originale, contiene otto versioni demo.
- Abracadabra: The Asylum Years (2CD, Rhino, 2006) una combinazione del primo, del secondo album più altre bonus track.
- Live in London: The BBC Recordings 1972-1973 (CD, Troubadour, 2007) contiene versioni live per la BBC ed un'intervista con Bob Harris.